# Ye Shiwen
Dans ce nom chinois, le nom de famille, Ye, précède le nom personnel.
Pour les articles homonymes, voir Ye.
Ye Shiwen (chinois simplifié : 叶诗文 ; chinois traditionnel : 葉詩文 ; pinyin : Yè Shīwén), née le 1er mars 1996 à Hangzhou, dans la province du Zhejiang, est une nageuse chinoise spécialisée dans le 4 nages. En 2011, elle devient à quinze ans championne du monde du 200 m 4 nages à Shanghai, avant de gagner deux titres de championne olympique aux Jeux olympiques de Londres l'année suivante.

## Biographie
Ye Shiwen commence à nager dès l'âge de six ans, poussée par son institutrice de maternelle qui avait remarqué ses grandes mains. En 2007, elle intègre l'équipe de natation de la province de Zhejiang puis en 2008 celle de l'équipe nationale de Chine. 
Elle finit par percer en 2010 lors des championnats de Chine, où elle remporte la médaille d'or du 200 m 4 nages. Elle gagne ensuite trois courses lors de la Coupe du monde à Pékin, et enfin la médaille d'or du 200 m 4 nages, en 2 min 9 s 37, aux XVIe Jeux asiatiques qui se sont déroulés du 12 au 27 novembre 2010 à Canton, en Chine. Ye conclut l'année avec deux médailles d'argent aux championnats du monde en petit bassin de Dubaï, sur le 200 m et le 400 m 4 nages.
En 2011, à seulement quinze ans, elle remporte l'or aux Mondiaux de Shanghai, en grand bassin sur 200 m 4 nages, devant Alicia Coutts et la championne du monde en titre Ariana Kukors. Seulement cinquième aux 150 mètres, Ye Shiwen a réalisé une dernière longueur très rapide en nage libre pour remonter ses concurrentes (29 s 42).
En 2012, elle devient, à 16 ans, championne olympique sur le 400 m 4 nages en devançant l'Américaine Elizabeth Beisel et en battant le record du monde en 4 min 28 s 43. Elle provoque la polémique en nageant le dernier 50 mètres plus rapidement que Ryan Lochte, multi champion olympique.
Quelques jours après sa performance sur le 400 m 4 nages, elle réussit un doublé olympique en remportant le 200 m 4 nages, en 2 min 7 s 57.
Comme aux Mondiaux de Shanghai, lors de ses deux finales olympiques, elle gère sa course de façon à nager la dernière section (en nage libre) très rapidement afin de rattraper son retard sur les précédentes sections et remonter ses concurrentes.
Depuis 2010, elle s'entraîne une partie de l'année à Brisbane, auprès d'entraîneurs australiens comme Ken Wood et Denis Cotterell.

## Palmarès

### Jeux olympiques
- Jeux olympiques de 2012 à Londres (Royaume-Uni) :
  -  Médaille d'or sur le 400 m 4 nages (4 min 28 s 43 - nouveau record du monde)
  -  Médaille d'or sur le 200 m 4 nages (2 min 07 s 57 - nouveau record olympique)

### Championnats du monde
En grand bassin
- Championnats du monde 2011 à Shanghai (Chine) :
  -  Médaille d'or sur le 200 m 4 nages (2 min 8 s 90)
- Championnats du monde 2019 à Gwangju (Corée du Sud) :
  -  Médaille d'argent sur le 200 m 4 nages (2 min 8 s 60)
  -  Médaille d'argent sur le 400 m 4 nages (4 min 32 s 07)

En petit bassin
- Championnats du monde 2010 à Dubaï (Émirats arabes unis) :
  -  Médaille d'argent sur le 200 m 4 nages (2 min 5 s 94)
  -  Médaille d'argent sur le 400 m 4 nages (4 min 24 s 55)

### Jeux asiatiques
- Jeux asiatiques de 2010 à Canton (Chine) :
  -  Médaille d'or sur le 400 m 4 nages (4 min 33 s 79)

## Records personnels
Les meilleurs temps personnels établis par Shiwen Ye dans les différentes disciplines sont détaillés ci-après.
| Épreuve          | Bassin | Temps              | Compétition                                   | Lieu           | Date            |
| 100 m nage libre | 25 m   | 53 s 66            | FINA/ARENA Swimming World Cup                 | Beijing        | 13 oct 2010     |
| 200 m brasse     | 25 m   | 2 min 33 s 06      | FINA/ARENA Swimming World Cup                 | Beijing        | 13 oct 2010     |
| 200 m 4 nages    | 25 m   | 2 min 5 s 94       | Ch. du monde de natation en petit bassin 2010 | Dubaï (E.A.U.) | 18 déc 2010     |
| 200 m 4 nages    | 50 m   | 2 min 7 s 57 (RO)  | Jeux olympiques de 2012                       | Londres        | 31 juillet 2012 |
| 400 m 4 nages    | 25 m   | 4 min 24 s 55      | Ch. du monde de natation en petit bassin 2010 | Dubaï (E.A.U.) | 15 déc 2010     |
| 400 m 4 nages    | 50 m   | 4 min 28 s 43 (RM) | Jeux olympiques de 2012                       | Londres        | 28 juillet 2012 |

## Controverse aux Jeux olympiques de Londres
Sa médaille d'or au 400 m 4 nages lors des Jeux olympiques de Londres, remportée le 28 juillet 2012, a suscité une vive controverse et des suspicions de dopage,.
Par sa victoire, Ye Shiwen bat en effet non seulement le record du monde (d'une seconde et 2 centièmes), mais se distingue par un dernier 50 m en nage libre très rapide (en 28 s 93), mis en cause car de 17 centièmes plus rapide que celui de Ryan Lochte sur la même dernière longueur en finale du 400 m 4 nages masculin (29 s 10). 
À noter cependant que Ye Shiwen, sur l'ensemble de l'épreuve, a réalisé un temps de 4 min 28 s 43, soit 23 secondes 25 de plus que Lochte (4 min 5 s 18). 
Les progrès de la jeune nageuse sont également remarquables étant donné son temps aux mondiaux de Shanghai en juillet 2011 (4 min 35 s 17), puis son temps aux qualifications (4 min 31 s 73) et même si de tels résultats ont déjà été rencontrés dans son parcours personnel (en 2010, à l'âge de 14 ans, elle avait remporté les Jeux asiatiques avec un record personnel de 4 min 33 s 79), des doutes sur l'origine d'une telle progression ont très vite surgi. Pour d'autres, l'amélioration de son record personnel de 5 secondes pendant les Jeux de Londres n'est pas exceptionnelle chez une nageuse de cet âge, qui, de plus, a grandi de 12 cm depuis 2010. C'est le cas de Ian Thorpe, et d'Adrian Moorhouse qui se basent sur leur propre progression, de 5 secondes sur le 400 m nage libre entre l'âge de 15 et 16 ans pour Thorpe et de 4 secondes sur le 200 m brasse à l'âge de 17 ans pour Moorhouse. Stephanie Rice a elle aussi amélioré son record personnel de 6 secondes juste avant les Jeux Olympiques de 2008.
C'est la présentatrice de la BBC Clare Balding qui s'interroge la première sur l'exploit de Ye Shiwen, dès la fin de la finale, par des propos qui ont été fortement discutés sur le réseau Twitter, certains l'approuvant mais d'autres demandant son renvoi par la chaîne britannique. 
Mais c'est un entraîneur américain, John Leonard, par ailleurs directeur exécutif de la World Swimming Coaches Association qui, dans un entretien publié au Guardian, a réellement fait enfler la polémique en mettant ouvertement en doute le fait que la nageuse ait 
obtenu sa médaille sans avoir recours au dopage. John Leonard insiste sur le fait qu'il n'avait jamais vu auparavant une telle performance, la qualifiant d'« incroyable » (au sens premier du terme) et de « dérangeante ».  
Interpellée sur la question, Ye Shiwen a rejeté les accusations portées contre elle,. 
Arne Ljungqvist, président de la commission médicale du Comité international olympique (CIO) et vice-président de l'Agence mondiale antidopage, est le premier intervenu pour prendre sa défense, déclarant n'avoir pas de raison de douter de son exploit.
Le 31 juillet 2012, Lord Colin Moynihan, directeur de la British Olympic Association, annonce en conférence de presse que Ye Shiwen a subi les tests antidopage imposés par l'Agence mondiale antidopage et que ces tests révèlent qu'elle est « propre »,, ajoutant que Ye Shiwen « mérite d'être reconnue pour son talent ».
À l'issue de sa deuxième victoire olympique, au 200 m 4 nages, Ye Shiwen, sollicitée par la presse, a à nouveau réfuté avec fermeté les soupçons de dopage ,.
Les accusations dont Ye Shiwen a fait l'objet ont suscité la colère dans la population et les médias chinois. De nombreux internautes et le père de la nageuse soulignent l'injustice de ces accusations et l'« arrogance » des médias occidentaux. «  Les sportifs chinois, nageurs inclus, ont subi près de cent contrôles antidopage depuis qu'ils sont arrivés ici.  Je peux vous dire que jusqu'ici pas un seul cas positif n'a été détecté  » s'est également indigné Jiang Zhixue, responsable de la lutte contre le dopage au sein du Comité des sports chinois. 2,6 millions de commentaires sur cette affaire ont été postés sur le site de micro-blogging weibo,.
Des athlètes chinois, tels que la joueuse de tennis Li Na et le nageur Sun Yang, mais aussi de nombreuses personnalités sportives ont tenu à apporter leur soutien à Ye Shiwen, comme Ian Thorpe, Adrian Moorhouse, qui a qualifié les soupçons d'« insultants »,, Duncan Goodhew, Michael Phelps, Bob Bowman, l'entraîneur de Phelps, pour qui ces accusations sans fondement sont injustes ou encore Alicia Coutts, médaillée d'argent sur l'épreuve du 200 m 4 nages à ces mêmes Jeux.
La United States Olympic Committee a également pris ses distances avec les propos de John Leonard via son porte-parole Patrick Sandusky.
Enfin, la FINA a elle aussi tenu à mettre les choses au point via un communiqué de presse : « À la suite de récents propos rapportés dans la presse, la Fina voudrait préciser que les insinuations sur les performances de la nageuse chinoise Ye Shiwen n'ont pas de bases factuelles. Cette athlète a rempli toutes les obligations antidopage qui lui ont été imposées par la Fina, elle a été contrôlée à quatre reprises depuis un an, dont deux fois avant les sélections chinoises pour les jeux Olympiques. »,.
Dans un sondage en ligne publié par The Guardian, à la question de savoir si John Leonard doit présenter des excuses à Ye Shiwen maintenant que les résultats de ses contrôles antidopage se sont révélés négatifs, 98 % des internautes ont répondu par l'affirmative .
La revue scientifique Nature, qui dans un article avait émis de sérieuses réserves à l'égard de Ye Shiwen, lui a ensuite présenté ses excuses ainsi qu'à ses lecteurs, reconnaissant avoir fait des erreurs.
BBC News Magazine et The Guardian ont également pris soin, par la suite, de publier des articles dans lesquels ils relativisent désormais l'exploit de la nageuse, notamment par des comparaisons avec d'autres nageuses et des données statistiques,.